# Ilie II Rareș
Pour les articles homonymes, voir Rareș.
Ilie II Rareș (né en 1531 mort en janvier 1562) est voïvode de Moldavie de 1546 à 1551.
Fils ainé de Pierre IV Rareș né en 1531, il lui succède le 3 septembre 1546 et abdique le 11 juin 1551 puis passe officiellement à l'Islam, en fait, il s'était déjà converti en secret à Constantinople en mai 1546 sous le nom de « Mehmet ». Il devient Pacha de Silistrie en 1551 et meurt à Alep en Syrie en janvier 1562.

## Sources
- Grigore Ureche Chronique de Moldavie. Depuis le milieu du XIVe siècle jusqu'à l'an 1594 Traduite et annoté par Emile Picot Ernest Leroux éditeur Paris 1878. Réédition Kessinger Legacy Reprints  (ISBN 9781167728846) p. 357-365.
- (ro) Constantin C. Giurescu & Dinu C. Giurescu, Istoria Românilor Volume II (1352-1606), Editura Ştiinţifică şi Enciclopedică, Bucureşti, 1976, p. 284-285.
- Jean Nouzille La Moldavie, Histoire tragique d'une région européenne, Ed. Bieler,  (ISBN 2-9520012-1-9).